# 袁守谦
袁守谦（1903年8月—1992年10月4日），字企止，中華民國陸軍二級上將，湖南省长沙人，黄埔军校第一期毕业，曾任中华民国国防部副部長與首位軍人出身的中華民國交通部部长。

## 生平
本县东乡团山高等小学、长沙广雅学校专修部毕业。1924年春由驻粤湘军总司令谭延闿保荐投考黄埔军校，同年5月入黄埔军校第一期第三队学习。毕业后任黄埔军校第二期学生总队部特别官佐，第三期学生总队部上尉副官，参加第一、二次东征和北伐战争。任国民革命军第一军第三师营长、团长，国民革命军总政治部特务组副组长，第二十一师经理处长，第八十九师二六七旅旅长。
1949年随中华民国中央政府播迁来台湾后，于1950年3月授中华民国陆军二级上将衔。1952年退役。1954-1960年，任交通部部長。1987年，被蔣經國聘為總統府資政。
出版有《陆军二级上将袁守谦先生哀思纪念集》、《袁守谦将军传略》等。

## 其他
在1980、90年代的台湾，有國民黨党内「八大老」之说。指黃少谷、謝東閔、倪文亞、李國鼎、蔣彥士、袁守謙、辜振甫等「七大老」，後加上陳立夫，共為「八大老」。
總統府方面利用不同方法勸林洋港退選，包括請出國民黨內「八大老」勸退。劝退滕杰所推荐的司法院長林洋港與蔣緯國參加該任正副總統選舉之举动。
详见：二月政争